# 7483 Sekitakakazu
7483 Sekitakakazu è un asteroide della fascia principale. Scoperto nel 1994, presenta un'orbita caratterizzata da un semiasse maggiore pari a 3,1832603 UA e da un'eccentricità di 0,0793516, inclinata di 3,93131° rispetto all'eclittica.